# Lista de vereadores de Cordeiro (Rio de Janeiro)
Esta é a lista de vereadores de Cordeiro, município brasileiro do estado do Rio de Janeiro.
A Câmara Municipal de Cordeiro, é formada por onze representantes. O plenário chama-se Sala de Sessões Juscelino Kubitschek. Na mesma Câmara há a Tribuna Livre Vereador Adyr Pinto Vahia de Abreu.

## Legislatura de 2021–2024
Estes são os vereadores eleitos nas eleições de 15 de novembro de 2020, pelo período de 1° de janeiro de 2021 a 31 de dezembro de 2024:
| Mesa Diretora (2021-2022)         |                       |                        |                           |
| Nome                              | Início do mandato     | Fim do mandato         | Cargo                     |
| Pablo Sérgio de Freitas (PSC)     | 1º de janeiro de 2021 | 31 de dezembro de 2022 | Presidente da Câmara      |
| Matheus Mattos Tomaz (PP)         | 1º de janeiro de 2021 | 31 de dezembro de 2022 | Vice-presidente da Câmara |
| Ronaldo de Souza Rosa (PSC)       | 1º de janeiro de 2021 | 31 de dezembro de 2022 | 1º Secretário             |
| Luiz Gustavo Pinto da Silva (PSD) | 1º de janeiro de 2021 | 31 de dezembro de 2022 | 2º Secretário             |

|    | Nome                                                                | Partido                          | Votos | %    | Observações |
| -- | ------------------------------------------------------------------- | -------------------------------- | ----- | ---- | ----------- |
| 1  | Jussara Barrada Cabral Menezes (Cordeiro, 19.03.1976–)              | CIDADANIA                        | 651   | 5,06 | 2º mandato  |
| 2  | André Lopes Joaquim, André Chupeta (Cordeiro, 03.08.1972–)          | CIDADANIA                        | 449   | 3,49 | 2º mandato  |
| 3  | Thiago Romito Bon (Cantagalo, 01.11.1987–)                          | REPUBLICANOS                     | 442   | 3,43 | 1º mandato  |
| 4  | Washington da Silva Viana (Cordeiro, 22.01.1978–)                   | CIDADANIA                        | 420   | 3,26 | 1º mandato  |
| 5  | Ronaldo de Souza Rosa (São Sebastião do Alto, 14.11.1963–)          | Partido Social Cristão (PSC)     | 400   | 3,11 | 1º mandato  |
| 6  | Luiz Gustavo Pinto da Silva, Gustavo Careca (Cordeiro, 01.08.1978–) | Partido Social Democrático (PSD) | 350   | 2,72 | 1º mandato  |
| 7  | Pablo Sérgio de Freitas (2021-2022) (Magé, 17.12.1978–)             | Partido Social Cristão (PSC)     | 336   | 2,61 | 1º mandato  |
| 8  | Elielson Elias Mendes, Elielson Francinha (Cordeiro, 29.06.1973–)   | Partido Social Cristão (PSC)     | 334   | 2,59 | 1º mandato  |
| 9  | André Luiz Cruz Mion, André do Haras (Rio de Janeiro, 28.09.1974–)  | Progressistas (PP)               | 315   | 2,45 | 1º mandato  |
| 10 | Matheus Mattos Tomaz (Cordeiro, 11.12.1997–)                        | Progressistas (PP)               | 315   | 2,45 | 1º mandato  |
| 11 | Fabíola Melo de Carvalho, Fabíola Bianchini (Cordeiro, 28.04.1971–) | CIDADANIA                        | 275   | 2,14 | 2º mandato  |

## Legislatura de 2017–2020
Estes são os vereadores eleitos nas eleições de 2 de outubro de 2016, pelo período de 1° de janeiro de 2017 a 31 de dezembro de 2020:
|    | Nome                                                                           | Partido                                            | Votos | %    | Observações |
| -- | ------------------------------------------------------------------------------ | -------------------------------------------------- | ----- | ---- | ----------- |
| 1  | Elielson Elias Mendes, Francinha (2017-2020) (Cordeiro, 29.06.1973–)           | Partido Trabalhista Brasileiro (PTB)               | 1.058 | 8,33 | 1º mandato  |
| 2  | Jussara Barrada Cabral Menezes (Cordeiro, 19.03.1976–)                         | Partido Democrático Trabalhista (PDT)              | 715   | 5,63 | 1º mandato  |
| 3  | André Lopes Joaquim, André Chupeta (Cordeiro, 03.08.1972–)                     | Partido Republicano da Ordem Social (PROS)         | 649   | 5,11 | 1º mandato  |
| 4  | Robson Pinto da Silva, Careca (Cordeiro, 12.10.1976–)                          | Partido Socialista Brasileiro (PSB)                | 440   | 3,46 | 1º mandato  |
| 5  | Fabíola Melo de Carvalho, Fabíola Bianchini (Cordeiro, 28.04.1971–)            | Partido da Social Democracia Brasileira (PSDB)     | 396   | 3,12 | 1º mandato  |
| 6  | Mário Antônio Barros de Araújo (São Sebastião do Alto, 27.10.1960–)            | Democratas (DEM)                                   | 379   | 2,98 | 1º mandato  |
| 7  | Thiago Macedo Santos (Cordeiro, 28.11.1981–)                                   | Partido Popular Socialista (PPS)                   | 365   | 2,87 | 1º mandato  |
| 8  | Furtuoso de Fátima da Conceição Lopes, e Tuoso (Cordeiro, 28.02.1960–)         | Partido do Movimento Democrático Brasileiro (PMDB) | 316   | 2,49 | 1º mandato  |
| 9  | Marcelo Marco Duarte Fonseca (Cordeiro, 06.12.1986–)                           | Partido da Social Democracia Brasileira (PSDB)     | 292   | 2,30 | 1º mandato  |
| 10 | Amilton Luiz Ferreira de Souza, Biti (Cordeiro, 27.10.1968–)                   | Partido Trabalhista do Brasil (PTdoB)              | 281   | 2,21 | 1º mandato  |
| 11 | Elizabet de Oliveira Linhares Corrêa, Bete de Postinho (Cordeiro, 13.06.1961–) | Partido Trabalhista Brasileiro (PTB)               | 259   | 2,04 | 1º mandato  |

## Legislatura de 1989–1992
Estes são os vereadores eleitos nas eleições de 15 de novembro de 1988, pelo período de 1° de janeiro de 1989 a 31 de dezembro de 1992:
| Mesa Diretora (1989–1990)        |                       |                        |                           |
| Nome                             | Início do mandato     | Fim do mandato         | Cargo                     |
| Sérgio Mauricio Barboza Moreira  | 1º de janeiro de 1989 | 31 de dezembro de 1990 | Presidente da Câmara      |
| Francisco José de Carvalho Feijó | 1º de janeiro de 1989 | 31 de dezembro de 1990 | Vice-presidente da Câmara |
| Waldemar Marques da Fonseca      | 1º de janeiro de 1989 | 31 de dezembro de 1990 | 1º Secretário             |
| Marcus Silveira de Moraes        | 1º de janeiro de 1989 | 31 de dezembro de 1990 | 2º Secretário             |

|    | Nome                                                                           | Partido | Votos | Observações |
| -- | ------------------------------------------------------------------------------ | ------- | ----- | ----------- |
| 1  | Adhemar Bianchini de Carvalho (Cordeiro, 28.09.1940–Nova Friburgo, 27.10.2005) |         |       | 1º mandato  |
| 2  | Dério Torres de Almeida (Cantagalo, 27.01.1952–)                               |         |       | 1º mandato  |
| 3  | Francisco José de Carvalho Feijó                                               |         |       | 1º mandato  |
| 4  | Jairo Barbosa Amaral                                                           |         |       | 1º mandato  |
| 5  | José Carlos Boaretto                                                           |         |       | 1º mandato  |
| 6  | Luiz Gomes                                                                     |         |       | 1º mandato  |
| 7  | Marcus Silveira de Moraes                                                      |         |       | 1º mandato  |
| 8  | Raul Ribeiro Lengruber                                                         |         |       | 1º mandato  |
| 9  | Rogério Bianchini (Cordeiro, 30.03.1952–Macuco, 30.04.2015)                    |         |       | 1º mandato  |
| 10 | Sérgio Mauricio Barboza Moreira (1989-1990)                                    |         |       | 1º mandato  |
| 11 | Waldemar Marques da Fonseca                                                    |         |       | 1º mandato  |

## Legenda
| Cor  | Significado          |
| Bege | Presidente da Câmara |
| Azul | Suplente             |